# Rui Barros
Rui Gil Soares de Barros (Paredes, 1965. november 24. –) portugál válogatott labdarúgó. 2018-tól 2021-ig az FC Porto B vezetőedzője volt.

## Pályafutása

### Korai évek
Paredesben született, de az SC Covilhã-ben kapta az első profi szerződését a másodosztályban. Játszott a Varzim SC csapatában is az első osztályban is.

### FC Porto
Az 1987–88-as szezonban a Portoba igazolt. A szezont 12 góllal zárta, az UEFA-szuperkupa mérkőzésen pályára lépett az Ajax ellen, és az interkontinentális kupán a Peñarol ellen is játszott. A szezon végén megválasztották az év portugál labdarúgójának.

## Légiósként

### Juventus
Rui Barros 1988 nyarán igazolt Olaszországba, a Juventus csapatában két szezont töltött, később a francia Monaco játékosa lett. Az 1992-es kupagyőztesek Európa-kupája-döntőt elvesztették a Werder Bremen ellen.
Az 1993-as holt szezonban igazolt át Marseillebe, ahol egy idényt töltött.

### Vissza a Portoba
A légiós évek után Barrios visszatért a Portohoz és még hat idényen keresztül segítette csapatát.

### A válogatottban
Még a Varzim SC játékosaként felfigyeltek rá a portugál válogatottnál és 1987. március 29-én debütált az 1988-as Európa-bajnokság selejtezőjében, mégpedig egy Málta elleni 2–2-es döntetlennel végződő mérkőzésen. Az 1990-es világbajnokság-selejtezőkön is játszott a nemzeti csapatban, utolsó mérkőzése a válogatottban 1996. december 14-én Lisszabonban a Németek elleni 0–0-s döntetlenre végződő mérkőzés volt az 1998-as vb-selejtezősorozatban. 2000 júniusában 34 évesen fejezte be az aktív játékot.

## Díjai, sikerei

### Játékosként
- FC Porto
  - Portugál bajnok : 1987–1988, 1994–1995, 1995–1996, 1996–1997, 1997–1998, 1998–1999
  - Portugál Kupa: 1987–1988, 1997–1998, 1999–2000
  - Portugál Szuperkupa: 1993, 1995, 1996, 1998, 1999
  - UEFA-szuperkupa: 1987
  - Interkontinentális kupa: 1987
  - U-19-es portugál bajnokság: 1983–84
- Juventus FC
  - Olasz Kupa: 1989–1990
  - UEFA-kupa: 1989–1990
- AS Monaco FC
  - Francia kupa: 1990–1991
  - Kupagyőztesek Európa-kupája: döntős 1991–1992

### Edzőként
Porto
- Portugál szuperkupa: 2006

### Egyéni
- Az év portugál labdarúgója : 1988

## Fordítás
Ez a szócikk részben vagy egészben  a   Rui Barros című angol Wikipédia-szócikk fordításán alapul.  Az eredeti cikk szerkesztőit annak laptörténete sorolja fel. Ez a jelzés csupán a megfogalmazás eredetét és a szerzői jogokat jelzi, nem szolgál a cikkben szereplő információk forrásmegjelöléseként.